# Charles Feil
Charles Feil, né le 25 octobre 1824 à Paris et mort à Choisy-le-Roi le 19 janvier 1887, est un chimiste et verrier français. 

## Biographie
Fils de Jean-Jacques Feil et de Louise Guinand, il hérite de la fabrique de verre d'optique fondée par son grand-père Henri Guinand, fils de Pierre-Louis Guinand en 1850 et construit alors de grandes lentilles en flint et en crown utiles pour les lunettes astronomiques. L'entreprise de Charles Feil devient la concurrente principale de celle de Carl Zeiss
Il est connu pour avoir mené avec Edmond Frémy des études sur les cristaux et pour avoir produit en 1877 des cristaux d'alumine. 
Jules Verne le mentionne sous le nom de « Peil » au chapitre VII de son roman L'Étoile du sud.

## Publication
- Sur la production artificielle du corindon, du rubis..., avec Edmond Frémy, 1877